# Kopalina (Basse-Silésie)
Pour les articles homonymes, voir Kopalina.
Kopalina est une localité polonaise de la gmina de Jelcz-Laskowice, située dans le powiat d'Oława en voïvodie de Basse-Silésie.